# Timothy Creamer
Timothy John "TJ" Creamer (Huachuca City, 15 de novembro de 1959) é um astronauta norte-americano. 
Creamer faz parte da tripulação da nave Soyuz TMA-17, que decolou em 20 de dezembro de 2009. Após a acoplagem da nave russa com a estação, Creamer e os demais tripulantes da Soyuz passaram a compor a equipe da Expedição 22 e em abril formaram a Expedição 23. Retornou à Terra em 2 de junho de 2010, depois de seis meses no espaço, atuando como engenheiro de voo e oficial de ciências da missão.
Creamer foi o primeiro a fazer um acesso pessoal a Web a partir do espaço. Em 22 de janeiro de 2010 escreveu no Twitter diretamente do espaço: Hello Twitterverse! We r now LIVE tweeting from the International Space Station -- the 1st live tweet from Space! :) More soon, send your ?s.